# قطعه (چاراویماق)
قطعه یکی از روستاهای استان آذربایجان شرقی است که در دهستان چاراویماق جنوب شرقی بخش شادیان شهرستان چاراویماق واقع شده‌است.